# بلوگا، آلاسکا
بلوگا (به انگلیسی: Beluga) شهرکی در بخش شبه‌جزیره کنای، آلاسکا ایالت آلاسکا است که جمعیت آن در سرشماری سال ۲۰۰۰ میلادی ۳۲ نفر بوده‌است.